# Take Me Home, Country Roads
Singles de John Denver
Friends With You
(1971) Everyday
(1972)
Clip vidéo
[vidéo] « John Denver — Take Me Home, Country Roads (audio) », sur YouTube
Take Me Home, Country Roads est une chanson de Bill Danoff,  Taffy Nivert et de l'auteur-compositeur-interprète américain John Denver extraite de son quatrième album studio, Poems, Prayers & Promises, sorti en avril 1971 sur le label RCA Records.
Elle reprend le thème musical de Carry Me Back to Old Virginny, écrite vers 1870 sous le point de vue d'un esclave par le "minstrel" noir américain James Bland (et chantée dans cette version par Ray Charles)[réf. nécessaire].
La chanson est également sortie en single. Elle a débuté à la 99e place du Hot 100 du magazine américain Billboard dans la semaine du 10 avril 1971 et a atteint la 2e place pour la semaine du 28 août, passant en tout 23 semaines dans le chart.

## Reprises
En anglais, la chanson a notamment été reprise par Ray Charles dans son album A message from the People en 1972 et par Toots and the Maytals dans l'album Funky Kingston la même année.
Olivia Newton-John l'a popularisée en Europe avec un classement dans le top 20 au Royaume-Uni en 1974. En fin d'année 2023, Lana Del Rey sort une nouvelle reprise de cette chanson. 
En France, elle est reprise d'abord par Marie Laforêt sous le titre Mon pays est ici, puis par Claude François sous le titre J'ai encore ma maison, et encore quelques années plus tard par Dick Rivers sous le titre Faire un pont. 

## Utilisation dans les médias
Le titre est adapté en japonais dans le film Si tu tends l'oreille sorti en 1995. Il est chanté dans le film Kingsman : le Cercle d'Or de Matthew Vaughn (2017) par l'acteur Mark Strong qui interprète Merlin, par les personnages de Dwight et Andy dans la série The Office et par la fille du héros (dans un concours de beauté pour enfants) de Logan Lucky de Steven Soderbergh (dont l'action se situe en Virginie Occidentale). Il est également repris dans le film Alien: Covenant, chantée par le Dr Shaw (Noomi Rapace) comme message de détresse capté par l’équipage du Covenant. La chanson a aussi été utilisée pour le trailer et la bande originale du jeu Fallout 76 en 2018 et dans le film Dark Waters de Todd Haynes en 2019.

## Classements
Version de John Denver
| Classement (1971)                  | Meilleure position |
| ---------------------------------- | ------------------ |
| Canada (Top Singles)               | 3                  |
| Canada (Adult Contemporary Tracks) | 5                  |
| États-Unis (Hot 100)               | 2                  |
| États-Unis (Adult Contemporary)    | 3                  |
| États-Unis (Country Songs)         | 50                 |